# Aducanumab
Wikipédia ne donne pas d'avis médical : seul un professionnel (médecin, pharmacien, etc.) est habilité à le faire.
L'aducanumab est un anticorps monoclonal humain, non autorisé en Europe mais approuvé aux États-Unis pour le traitement de la maladie d'Alzheimer en juin 2021 après une série d'essais cliniques en dents de scie. Ce médicament, commercialisé par Biogen Inc. sous le nom Aduhelm, réduit les plaques amyloïdes dans le cerveau, mais il n'y a pas de preuve qu'il améliore les signes cliniques de la maladie, comme les capacités cognitives. L'entreprise doit prouver avant 2030 que le médicament peut améliorer la cognition, faute de quoi il sera retiré. 
Depuis l'autorisation du lecanemab en 2023, les attentes du laboratoire se transfèrent sur cette molécule qui présente de meilleurs résultats cliniques.

## Historique de la recherche
L'aducanumab a été développé par Biogen Inc. à partir du candidat-médicament de Neurimmune dont ils ont acheté le brevet. L'anticorps cible les formes agrégées de β-amyloïde présentes dans le cerveau des personnes atteintes de la maladie d'Alzheimer, dans l'espoir de réduire leur accumulation, qui, selon l’hypothèse amyloïde, est la cause de la maladie.   
Les résultats provisoires de la deuxième étude de phase I du médicament ont été publiées en mars 2015. Une étude de phase Ib a été publiée en août 2016 sur la base d'une « perfusion mensuelle intraveineuse » d'aducanumab, avec des scanners du cerveau pour mesurer les plaques amyloïdes.  Les essais cliniques de phase III se déroulaient en septembre 2016 mais ont été arrêtés en mars 2019 après « une analyse d'un groupe indépendant qui a montré qu'il était peu probable que les essais "atteignent leur critère d'évaluation principal" ». Les données préliminaires de deux essais de phase III suggèrent qu'il ne répondrait pas au critère principal,,.  
Le 22 octobre 2019, Biogen a annoncé qu'elle relancerait le processus d'approbation de l'aducanumab par la FDA, indiquant qu'une nouvelle analyse d'un ensemble de données plus vaste montrait que le médicament réduisait le déclin clinique chez les patients atteints de la maladie d'Alzheimer au stade précoce quand des doses plus élevées sont données,,,. La réanalyse des données de l’arrêt de l’essai aurait en effet montré que les patients recevant une dose élevée présentaient une réduction de 23 % de leur taux de déclin,. 
En 2020, la FDA autorise un nouvel essai clinique. Le 4 novembre 2020, il est annoncé que le traitement reçoit un bon accueil de la FDA, qui permet d'espérer une approbation et une mise sur le marché en mars 2021. Toutefois, un comité consultatif d'experts donne un avis défavorable le 6 novembre. Après des doutes sur la pertinence des résultats des études cliniques, il est finalement reconnu, aux États-Unis, que les patients ayant reçu la plus forte dose d'Aducanumab connaissent une amélioration clinique statistiquement significative, selon l'étude EMERGE et à l'opposé de l'étude ENGAGE.  
Contre des recommandations du groupe consultatif externe de la FDA de rejeter le médicament, le produit est approuvé par la FDA le 7 juin 2021 au terme d'une procédure accélérée,, mais avec comme condition que Biogen a 9 ans pour mener à bien un essai « post-marketing »  confirmant que le médicament peut améliorer la cognition.  
Le médicament ne reçoit pas d’autorisation en Europe,.  

## Chimie

### Séquence
La séquence complète de cette protéine peut être trouvée sur le site KEGG, identifiant D10541.

## Propriétés pharmacologiques

### Mécanisme d'action

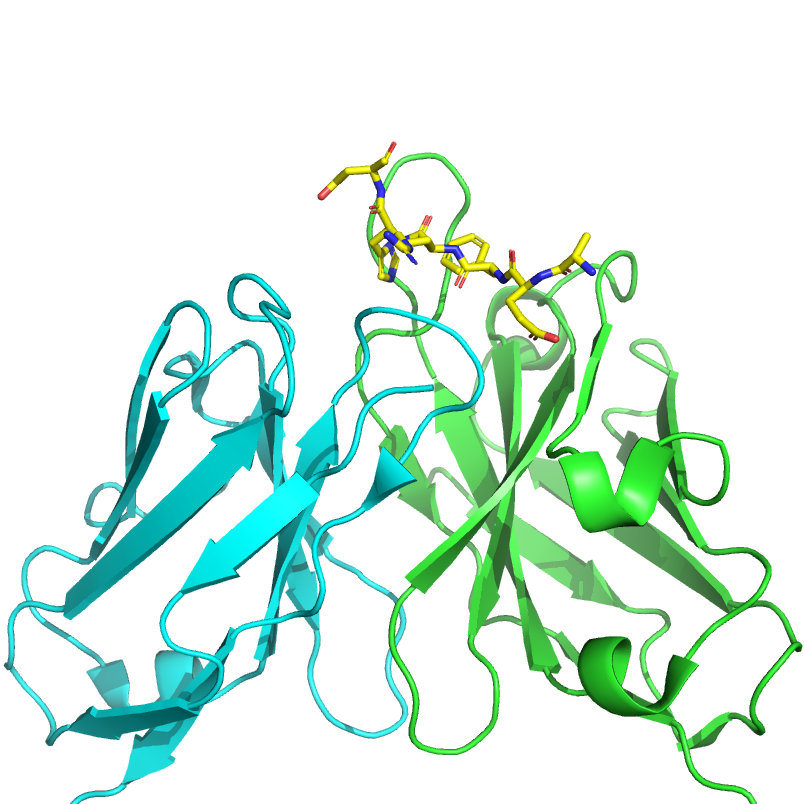
Structure du domaine AduFab de l'aducanumab lié à un fragment du peptide amyloïde beta (en jaune)

L'aducanumab élimine les amas dans le cerveau d'une protéine appelée amyloïde-β. Selon une théorie appelée « hypothèse amyloïde », ils sont responsables de la maladie d'Alzheimer. Mais il est possible que ces plaques soient un marqueur de la maladie et non sa cause. Les preuves d'un lien entre la réduction des niveaux de plaque et l'amélioration de la cognition sont très faibles, il n'est donc pas certain que l'aducanumab réduise les symptômes cognitifs de la maladie,. L'aducanumab a des effets secondaires importants: 40 % des patients traités dans les deux essais de phase III ont développé un gonflement du cerveau.

### Effets secondaires
Les effets indésirables les plus couramment signalés et les plus graves sont les suivants : 
- œdème cérébral (35 % des patients traités contre 3 % des patients traités par placebo) ;
- microhémorragie ou saignement cérébral (19 % contre 7 %) ;
- sidérose superficielle (hémosidérine) liée à l'ARIA-H (15 % contre 2 %) ;
- confusion, délire, altération du niveau de conscience, désorientation (8 % contre 4 %).

## Contestations
De nombreux scientifiques estiment cependant qu'il n'y a pas suffisamment de preuves que l'aducanumab soit un traitement efficace contre la maladie. Certains observateurs estiment que cette approbation pourrait « [ouvrir] la porte aux sociétés pharmaceutiques qui cherchent à utiliser le programme d'approbation accélérée comme un moyen de mettre des médicaments sur le marché sur la base de preuves de qualité extrêmement faible ». La cotation en bourse de Biogen a d'ailleurs progressé le jour même.
Soupçonnant des conflits d’intérêt, la FDA a ouvert une enquête interne sur les conditions d’attribution de l'autorisation de mise sur le marché,.

## Coût
Le traitement coûtera environ 56 000 $ par an et par personne. Les personnes américaines âgées concernées par ce traitement sont éligibles à Medicare et seront très probablement couvertes.
L'Institute for Clinical and Economic Review (en), une organisation indépendante qui évalue la valeur des traitements médicaux, a suggéré une fourchette de prix annuelle beaucoup plus basse que le prix annoncé, comprise entre 8 300 $ et 23 000 $, sans prendre en compte le coût des tests supplémentaires nécessaires pour réduire le risque de gonflement et d'hémorragie du cerveau.
Si 5 % des 6 millions de patients atteints de la maladie d'Alzheimer aux États-Unis le recevait, il deviendrait le deuxième médicament le plus rentable, en rapportant 17 milliards de dollars par an.
Le médicament est exclu du dispositif d’assurance santé Medicare en dehors des essais cliniques, et donc non remboursé. Et selon Libération en juillet 2022, ses ventes n’ont pas décollé.